# Uloborus niger
Uloborus niger är en spindelart som beskrevs av Cândido Firmino de Mello-Leitão 1917. 
Uloborus niger ingår i släktet Uloborus och familjen krusnätsspindlar. Inga underarter finns listade i Catalogue of Life.